# 바가모요
바가모요(스와힐리어: Bagamoyo)는 탄자니아 프와니 주에 위치한 도시로, 인구는 30,000명이며 다르에스살람에서 북쪽으로 75km 정도 떨어진 곳에 위치한다. 잔지바르, 인도양과 접하며 동아프리카 연안 지대 무역의 중심지 가운데 하나이다.